# Fehérsávos avarmoly
A fehérsávos avarmoly (Apatema mediopallidum) a valódi lepkék (Glossata) alrendjébe tartozó avarmolyfélék (Autostichidae) családjának egyik, hazánkban is honos faja.

## Elterjedése, élőhelye
Ez a mediterrán jellegű faj, hazánkban a száraz, meleg tölgyesekben fordul elő.

## Megjelenése
Kávébarna szárnyát sárga keresztszalagok élénkítik. Szárnyának fesztávolsága 11 mm körüli.

## Életmódja
Egy évben egy generációja nő fel. A lepkék júliusban, éjszaka rajzanak. A mesterséges fény vonzza őket. Nem tudni, mi a hernyó gazdanövénye.

## Külső hivatkozások
- Mészáros Zoltán – Szabóky Csaba: A magyarországi molylepkék gyakorlati albuma. Budapest: Agroinform. 2005.  arch Hozzáférés: 2018. április 6. (PDF)